# Kwala Lau Bicik
Kwala Lau Bicik is een bestuurslaag in het regentschap Deli Serdang van de provincie Noord-Sumatra, Indonesië. Kwala Lau Bicik telt 1176 inwoners (volkstelling 2010).